# Akim Tamiroff
Akim Mikhailovich Tamiroff (Tiflis, 29 oktober 1899 – Palm Springs, 17 september 1972) was een Amerikaans acteur van Armeense komaf.

## Levensloop
Akim Tamiroff werd geboren in Tiflis in een Armeens gezin. Hij studeerde drama in Moskou onder Konstantin Stanislavski. Hij had een toneelcarrière in Rusland, voordat hij in 1920 emigreerde naar de Verenigde Staten. In de jaren 20 was hij werkzaam op Broadway. In 1932 vestigde hij zich in Hollywood. Tamiroff werd tijdens zijn filmcarrière twee keer voor een Oscar genomineerd en hij won ook één Golden Globe.

## Filmografie
- 1932: Okay, America!
- 1933: Queen Christina
- 1934: The Scarlet Empress
- 1934: The Merry Widow
- 1934: Sadie McKee
- 1934: The Captain Hates the Sea
- 1934: Whom the Gods Destroy
- 1935: The Lives of a Bengal Lancer
- 1935: Naughty Marietta
- 1935: China Seas
- 1935: Black Fury
- 1935: The Gay Deception
- 1935: The Big Broadcast of 1936
- 1936: The Story of Louis Pasteur
- 1936: Desire
- 1936: Anthony Adverse
- 1936: The Jungle Princess
- 1936: The General Died at Dawn
- 1937: High, Wide, and Handsome
- 1937: The Great Gambini
- 1937: King of Gamblers
- 1938: The Buccaneer
- 1938: Dangerous to Know
- 1938: Spawn of the North
- 1939: Union Pacific
- 1939: The Magnificent Fraud
- 1940: Untamed
- 1940: The Way of All Flesh
- 1940: The Great McGinty
- 1940: North West Mounted Police
- 1941: New York Town
- 1941: The Corsican Brothers
- 1942: Tortilla Flat
- 1943: Five Graves to Cairo
- 1943: His Butler's Sister
- 1943: For Whom the Bell Tolls
- 1944: The Miracle of Morgan's Creek
- 1944: The Bridge of San Luis Rey
- 1944: Dragon Seed
- 1944: Can't Help Singing
- 1945: Pardon My Past
- 1946: A Scandal in Paris
- 1947: The Gangster
- 1948: Relentless
- 1949: Outpost in Morocco
- 1949: Black Magic
- 1953: Desert Legion
- 1954: They Who Dare
- 1954: You Know What Sailors Are
- 1955: Mr. Arkadin
- 1946: The Black Sleep
- 1956: Anastasia
- 1957: Yangtse Incident
- 1958: Touch of Evil
- 1958: Me and the Colonel
- 1960: Ocean's 11
- 1961: Romanoff and Juliet
- 1961: Il giudizio universale
- 1961: Le baccanti
- 1962: I briganti italiani
- 1962: The Reluctant Saint
- 1962: Le Procès
- 1962: Col ferro e col fuoco
- 1964: La Tulipe noire
- 1964: Spuit Elf
- 1964: Topkapi
- 1965: Lord Jim
- 1965: Par un beau matin d'été
- 1965: Alphaville
- 1965: La Fabuleuse Aventure de Marco Polo
- 1965: Marie-Chantal contre le docteur Kha
- 1965: The Liquidator
- 1966: Hotel Paradiso
- 1966: Lt. Robin Crusoe, U.S.N.
- 1966: Caccia alla volpe
- 1967: The Vulture
- 1968: Tenderly
- 1969: Marquis de Sade: Justine
- 1969: 100 Rifles
- 1969: The Great Bank Robbery